# Émile Champion
Émile Champion (París, 7 de agosto de 1879 -?) fue un atleta francés que corrió a finales del siglo XIX.
En 1900 tomó parte en los Juegos Olímpicos de París, en la que ganó la medalla de plata en la maratón, al quedar por detrás del también francés Michel Théato.